# Poszyt
Poszyt (libell, libellus, volumen, wolumen) - grupa składek, bifoliów lub kart, zszyta i oprawna zazwyczaj w półsztywny karton, stanowiąca najczęściej jednostkę inwentarzową lub jej część.